# Arcidiocesi di Ende
L'arcidiocesi di Ende (in latino Archidioecesis Endehena) è una sede metropolitana della Chiesa cattolica in Indonesia. Nel 2021 contava 480.760 battezzati su 596.180 abitanti. È retta dall'arcivescovo Paulus Budi Kleden, S.V.D.

## Territorio
L'arcidiocesi comprende le reggenze di Ngada, Nagekeo e Ende nella provincia indonesiana di Nusa Tenggara Orientale nella parte centro-occidentale dell'isola di Flores.
Sede arcivescovile è la città di Ende, dove si trova la cattedrale di Cristo Re.
Il territorio si estende su 5.084 km² ed è suddiviso in 72 parrocchie.

### Provincia ecclesiastica
La provincia ecclesiastica di Ende, istituita nel 1961, comprende cinque suffraganee:
- la diocesi di Denpasar,
- la diocesi di Labuan Bajo,
- la diocesi di Larantuka,
- la diocesi di Maumere,
- la diocesi di Ruteng.

## Storia
La prefettura apostolica delle Piccole Isole della Sonda fu eretta il 16 settembre 1913 con il decreto Ut in insulis della Congregazione di Propaganda Fide, ricavandone il territorio dal vicariato apostolico di Batavia (oggi arcidiocesi di Giacarta).
Il 20 luglio 1914 in virtù del decreto Insularum Sundae della Sacra Congregazione per la Propagazione della Fede la prefettura apostolica si ampliò, incorporando l'isola di Flores, che fino ad allora era appartenuta allo stesso vicariato apostolico di Batavia.
Il 12 marzo 1922 la prefettura apostolica fu elevata a vicariato apostolico con il breve Ex officio supremi di papa Pio XI.
Il 25 maggio 1936 e il 10 luglio 1950 cedette porzioni del suo territorio a vantaggio dell'erezione rispettivamente del vicariato apostolico di Timor olandese (oggi diocesi di Atambua) e della prefettura apostolica di Denpasar (oggi diocesi).
L'8 marzo 1951 per effetto della bolla Omnium Ecclesiarum di papa Pio XII cedette altre porzioni di territorio a vantaggio dell'erezione dei vicariati apostolici di Larantuka e di Ruteng (oggi entrambi diocesi) e contestualmente assunse il nome di vicariato apostolico di Endeh.
Il 20 ottobre 1959 cedette le isole di Sumba, di Sumbawa e le isole minori adiacenti a vantaggio dell'erezione della prefettura apostolica di Weetebula (oggi diocesi).
Il 3 gennaio 1961 il vicariato apostolico fu elevato al rango di arcidiocesi metropolitana con la bolla Quod Christus di papa Giovanni XXIII.
Il 14 maggio 1974 per effetto del decreto Per Litteras Apostolicas della Congregazione per l'evangelizzazione dei popoli ha assunto il nome attuale.
Il 14 dicembre 2005 ha ceduto ancora una porzione di territorio a vantaggio dell'erezione della diocesi di Maumere.

## Cronotassi dei vescovi
Si omettono i periodi di sede vacante non superiori ai 2 anni o non storicamente accertati.
- Peter Noyen, S.V.D. † (8 ottobre 1913 - 1921 deceduto)
- Arnold Verstraelen, S.V.D. † (13 marzo 1922 - 15 marzo 1932 deceduto)
- Heinrich Leven, S.V.D. † (25 aprile 1933 - 21 giugno 1950 dimesso)
- Antoine Hubert Thijssen, S.V.D. † (8 marzo 1951 - 3 gennaio 1961 nominato vescovo di Larantuka)
- Gabriel Manek, S.V.D. † (3 gennaio 1961 - 19 dicembre 1968 dimesso[2])
- Donatus Djagom, S.V.D. † (19 dicembre 1968 - 23 febbraio 1996 ritirato)
- Longinus Da Cunha † (23 febbraio 1996 - 6 aprile 2006 deceduto)
- Vincentius Sensi Potokota † (14 aprile 2007 - 19 novembre 2023 deceduto)
- Paulus Budi Kleden, S.V.D., dal 25 maggio 2024

## Statistiche
L'arcidiocesi nel 2021 su una popolazione di 596.180 persone contava 480.760 battezzati, corrispondenti all'80,6% del totale.
| anno | popolazione | popolazione | popolazione | presbiteri | presbiteri | presbiteri | presbiteri                | diaconi | religiosi | religiosi | parrocchie |
| anno | battezzati  | totale      | %           | numero     | secolari   | regolari   | battezzati per presbitero | diaconi | uomini    | donne     | parrocchie |
| ---- | ----------- | ----------- | ----------- | ---------- | ---------- | ---------- | ------------------------- | ------- | --------- | --------- | ---------- |
| 1950 | 440.536     | 4.000.000   | 11,0        | 125        | 1          | 124        | 3.524                     |         | 190       | 97        | 66         |
| 1970 | 427.920     | 518.182     | 82,6        | 129        | 13         | 116        | 3.317                     |         | 189       | 224       | 81         |
| 1980 | 492.337     | 584.122     | 84,3        | 142        | 25         | 117        | 3.467                     |         | 320       | 240       | 75         |
| 1990 | 576.421     | 586.575     | 98,3        | 233        | 67         | 166        | 2.473                     |         | 313       | 272       | 73         |
| 1997 | 638.043     | 641.243     | 99,5        | 264        | 113        | 151        | 2.416                     |         | 297       | 358       | 79         |
| 2000 | 660.691     | 662.343     | 99,8        | 304        | 126        | 178        | 2.173                     |         | 289       | 402       | 79         |
| 2001 | 659.750     | 684.460     | 96,4        | 280        | 129        | 151        | 2.356                     |         | 234       | 369       | 80         |
| 2002 | 670.932     | 685.889     | 97,8        | 303        | 144        | 159        | 2.214                     |         | 356       | 363       | 82         |
| 2003 | 683.473     | 709.547     | 96,3        | 317        | 143        | 174        | 2.156                     |         | 281       | 380       | 82         |
| 2004 | 693.885     | 712.491     | 97,4        | 268        | 150        | 118        | 2.589                     |         | 247       | 383       | 84         |
| 2005 | 411.334     | 449.057     | 91,6        | 164        | 88         | 76         | 2.508                     |         | 47        | 269       | 52         |
| 2006 | 416.000     | 454.000     | 91,6        | 167        | 91         | 76         | 2.491                     |         | 199       | 522       | 52         |
| 2013 | 450.000     | 509.000     | 88,4        | 193        | 112        | 81         | 2.331                     |         | 192       | 201       | 58         |
| 2016 | 452.660     | 563.496     | 80,3        | 196        | 117        | 79         | 2.309                     |         | 199       | 193       | 59         |
| 2019 | 471.100     | 584.200     | 80,6        | 222        | 151        | 71         | 2.122                     |         | 198       | 230       | 72         |
| 2021 | 480.760     | 596.180     | 80,6        | 239        | 168        | 71         | 2.011                     |         | 198       | 230       | 72         |